# 常見忠
常見 忠（つねみ ただし、1930年11月11日 - 2011年11月30日）は、日本の元プロ野球選手、釣り師。群馬県桐生市出身。

## 略歴
- 群馬県立桐生中学校（旧制、現群馬県立桐生高等学校）在学中に1947年春夏の甲子園大会に投手として出場。
- 1949年 明治大学に入学、同年11月プロ野球2リーグ化とともに中退し、東急フライヤーズ（現北海道日本ハムファイターズ）に入団。しかし肩を故障し1950年同球団を退団する。
- プロ野球退団後は昭和薬科大学を経て1957年から1965年にかけて栃木県内の病院に勤務。このころ少年時代に親しんだ渓流釣りを再開。エサ釣りからテンカラへ進み、1964年から新潟県奥只見の渓流へ通う。
- 1967年 新潟県銀山湖（奥只見湖）にてルアー（スプーン）を用いて初めて大イワナを釣る。銀山湖のルアーフィッシングを釣り雑誌に発表し日本のルアーフィッシング普及に貢献する。
- 1975年 「奥只見の魚を育てる会」を結成し事務局長に就任。会長は開高健。
- 1977年 株式会社セントラルフィッシング代表取締役に就任。
- 1986年 開高健の依頼を受け、タイメン（イトウ）の調査のためモンゴルに遠征、10匹のタイメンを釣って存在を証明、開高のロケへつなげる。
- 1990年 前年の開高健死去にともない、「奥只見の魚を育てる会」代表に就任。開高は永久会長となる。
- 1996年 新潟県および北魚沼郡小出町（現魚沼市）の生涯学習指導員に選出される。
- 2011年 死去。

## 詳細情報

### 背番号
- 36 （1950年）

## エピソード
- ふたりの兄（常見昇、常見茂）もプロ野球に進んだ野球人で、桐生の常見三兄弟と呼ばれた。
- 銀山湖に初めて持参したルアーは1966年2月に日本橋三越の釣り具売り場で買ったもの。当時進駐軍の兵士のために置かれていたもので、店のスタッフはまったく知識がなく、同時にすすめられたタックルは、スピニングロッドにスピンキャスティングリールであった。当時誰もルアーを知らず、銀山湖に同行した釣友はそんなブリキのオモチャで釣れるはずがないと笑った。
- 1970年ごろルアーブームでスプーンが手に入らなくなり、さらには舶来信仰への反骨精神からスプーンの手作りに着手。銅板を金切りバサミで切り、木で作ったオスメス型でカーブを付けて試作を繰り返し、のちのスプーンメーカー立ち上げにつながっていく。
- 開高健との交友で知られる。出会いのきっかけは1967年に「つり人」に書いた銀山湖の記事を、1968年に欧州でルアーフィッシングをおぼえて帰ってきた開高健が目にしたこと。開高健は速達で釣りの教えを請う手紙を送ってきた。翌1969年3月29日丸沼に初めて共に釣行し開高はここで65cmのニジマスを釣る。その魚はスウェーデンの釣り具会社ABUのタイトライン・コンテスト金賞となった。
- 開高健の釣りの師匠と紹介されることがあるが、本人はこれを否定「親友でありライバル」と語っていた。
- 開高健のビデオ『河は眠らない』のロケでは開高を上回る69ポンドのキングサーモンを釣っている。
- アラスカへの釣行は1977年から2003年まで25回に及んだ。
- 1987年、ベースボール・マガジン社の顧問となり、8年にわたりシベリアへ積極的に遠征する。1987年にはクール川で2m級のタイメンを掛けるも仕留めるために放ったガイドのピストルの弾がラインに当たり逃がす椿事が発生した。1989年には同社社長池田恒雄の紹介で元読売巨人軍の川上哲治との釣行が実現。1992年には日本では幻のサクラマスをトゥムニン川で開拓した。
- シベリアの次は1993年にカムチャツカへ遠征隊を組んで釣行。現地受け入れ態勢が整っておらず、成果は上がらなかったが、当地の釣り開拓の道筋になった。
- キングサーモンはアラスカで釣れるサケの王様と見ていたが、アラスカ遠征の初期にフロック的に釣れたのと『河は眠らない』のロケでエサで釣ったのみだった。そのため、1996年1997年とスプーンでの釣行に再挑戦し、その模様をビデオ『鮭王よ、永遠に』に収めた。スプーンの神様との異名を持つ。

## 書籍
- 『最新ルアー釣り場集』つり人社（1975年）
- 『ルアー野郎の秘密釣法』廣済堂出版（1979年）
- 『ルアー・フィッシング』平凡社カラー新書（1981年）
- 『ルアー・テクニック』西東社（1982年）
- 『忠さんのルアー・フィッシング』ベースボール・マガジン社（1992年）
- 『忠さんのスプーン人生』地球丸（2012年）

## 映像作品
- 『河は眠らない』（1984年）開高健と出演。
- 『鮭王よ、永遠に』（1998年）